# Pixel Qi
Pixel Qi Corporation (von Qi, ausgesprochen [ˈtʃiː]) war ein US-amerikanisches Unternehmen aus San Bruno, Kalifornien, das Bildschirme auf Flüssigkristall-Basis entwickelte. Es entstand 2008 als Ausgründung des OLPC-Projektes. Die Gründerin war Mary Lou Jepsen, die schon für den OLPC als technische Leiterin die Entwicklung des Bildschirmes des ersten OLPC-Modelles geleitet hat.
Die Technik beruht auf der Flüssigkristallanzeige (LCD), wobei die Panels zusätzlich zur Hintergrundbeleuchtung oder teils auch ausschließlich mit reflektiertem Umgebungslicht betrieben werden können. Da auf LCD-Technik gesetzt wurde, konnte auf bewährte und ausgereifte Fertigungstechnik zurückgegriffen und daher sehr kostengünstig produziert werden.
Das Unternehmen wurde 2015 aufgelöst, die Produktion der Displays wurde aber von dem Start-up Tripuso Display Solutions fortgeführt.

## Produkte und technische Besonderheiten
PixelQi bot die eigenen Displays mit 10,1 und 7 Zoll Diagonale an. Diese besaßen 1024*600 Pixel bzw. 1280*800 Pixel (Farbmodus) und konnten in einen Schwarz-Weiß-Modus geschaltet werden, der bei passiver Beleuchtung (reflektierendes Umgebungslicht) jedes Subpixel in ein monochromes-Pixel umschaltet. Dadurch verdreifacht sich die horizontale Auflösung auf 3072*600 respektive 3840*800 Pixel. 
Auch ein rein monochromes Display wurde angeboten. Alle Displays wurden via LVDS angeschlossen und mit Bilddaten sowie Strom versorgt.
Die maximale Leistungsaufnahme betrug 2,57 W im RGB-Modus mit maximal heller Hintergrundbeleuchtung bzw. 0,4 W bei reflektivem Panel im Monochrom-Modus. Dies entspricht einem Bruchteil eines konventionellen LCD-Panels und wird vom (rein reflektiven) Mirasol-Display und von reflektivem elektronischem Papier erreicht.